# Acne venenata
Die Acne venenata oder Kontaktakne gehört zu den exogenen Akneformen. Sie ist dadurch gekennzeichnet, dass die aknetypischen Hautveränderungen nach Kontakt mit einem auslösenden Stoff auftreten.
Folgende Subtypen sind bekannt:
- Chlorakne, tritt nach Kontakt mit chlorierten Kohlenwasserstoffen auf.
- Ölakne, tritt nach Kontakt mit Mineralölen und Schmierstoffen auf.
- Teerakne, tritt nach Kontakt mit Teerprodukten auf.

Zuweilen wird die Acne cosmetica hinzugerechnet. Sie tritt nach Anwendung komedogener Kosmetika auf.